# Sunji Yoo
Sunji Yoo (IX/X w.) – koreański mistrz sŏn, założyciel szkoły sŏn będącej odpowiednikiem chińskiej szkoły chan guiyang.
Jego rodowym nazwiskiem było Park. Pochodził z Paegang.
Rozpoczął praktykę buddyjską na górze Ogwan. Pełnym mnichem został w klasztorze na górze Songni.
W 858 r. udał się do Chin, aby praktykować buddyzm chan. Został uczniem mistrza szkoły guiyang – Yangshana Huijiego (807-883). Praktykował pod jego kierunkiem przez bardzo długi czas. Po powrocie Sunji wprowadził do Silli nauki tej szkoły. Jego klasztorem był Yongŏm na górze Ogwan. Istnieje on do dziś i nosi nazwę Sŏun.
Mimo tego, że jego szkoła (czyli klasztor) była wspierana przez Yonggŏna – ojca założyciela dynastii Koryŏ Wanggŏna – teoria Sunjego, którą propagował, odrzucała zarówno autorytet centralnej rodziny królewskiej jak i sutr. Sunji popierał raczej przywództwo prowincjonalnych klanów.
Stupa mistrza (kor. t'ap) nosiła nazwę Jinwonji.
Jego szkoła nie wchodziła w skład 9 górskich szkół sŏn.

## Linia przekazu Dharmy
- 38/11.Yangshan Huiji (814–890)

- 39/12. Wuzhu Wenxi (821–900)
- 39/12. Miaoxin (bd) mistrzyni chan
- 39/12. Hangzou Wenxi (bd)
- 39/12. Xita Guangmu (Yangshan) (bd)

- 40/13. Zifu Rubao (bd)

- 39/13/1. Wŏnnang Taet'ong (816–883) szkoła sŏngju – Korea
- 39/12/1. Sunji Yoo Korea
- 39/12. Nanta Guangyong (850–938)

- 40/13. Bajiao Huiqing (bd) koreański mistrz działający w Chinach

- 41/14. Xingyang Qingrang (bd)